# Mato Grosso

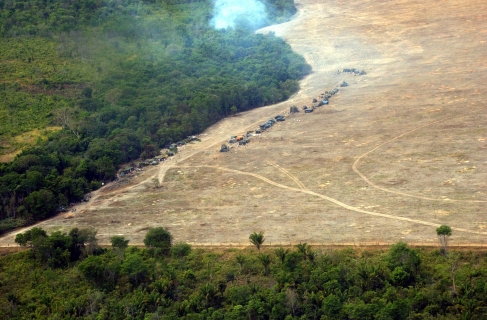
Luftaufnahme des Reservats Marãiwatsédé der Xavantes in der Nähe von Alto Boavista

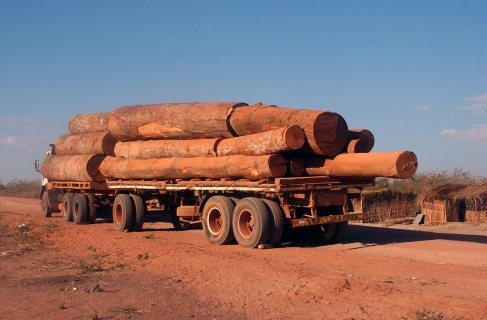
Holz wird über die BR-158 abtransportiert

Mato Grosso, amtlich Estado de Mato Grosso, ist ein Bundesstaat im Landesinneren Brasiliens. Er gehört zur Região Centro-Oeste. Seine Hauptstadt ist Cuiabá.

## Geographie
Mato Grosso (wörtlich übersetzt: „Dichtes Gestrüpp“) grenzt im Südwesten an Bolivien sowie (im Uhrzeigersinn von Westen beginnend) an die brasilianischen Bundesstaaten Rondônia, Amazonas, Pará, Tocantins, Goiás und Mato Grosso do Sul.
Die Hauptstadt ist Cuiabá mit zum 1. Juli 2021 geschätzten 623.614 Einwohnern. Weitere kleinere Städte in Mato Grosso sind u. a. Várzea Grande, Rondonópolis, Cáceres und Sinop.
Mato Grosso hat auf einer Fläche von rund 903.207 km² (2021) lediglich zum 1. Juli 2021 geschätzt etwa 3,57 Millionen Einwohner, die Mato-Grossenser genannt werden. Der Bundesstaat ist deshalb mit einer Einwohnerdichte von nur 3,4 Einwohnern pro Quadratkilometer (2010) eine der am dünnsten besiedelten Regionen Brasiliens.
Höchste Erhebung im Bundesstaat ist mit 1118 m die Serra Manto Cristo. Die bedeutendsten Flüsse sind Rio Paraguai, Rio Juruena, Rio Teles Pires, Rio Xingu, Rio Araguaia, Rio Piqueri, Rio Cuiabá und Rio São Lourenço das Mortes. Im Südwesten von Mato Grosso befindet sich das Feuchtgebiet Pantanal.

### Städte
Die größten Städte mit ihren zum 1. Juli 2019 geschätzten Einwohnerzahlen sind:
- Cuiabá – 612.547
- Várzea Grande – 284.971
- Rondonópolis – 232.491
- Sinop – 142.996
- Tangará da Serra – 103.750
- Cáceres – 94.376
- Sorriso – 90.313
- Primavera do Leste – 62.019
- Barra do Garças – 61.012
- Alta Floresta – 51.782
- Pontes e Lacerda – 45.436
- Juína – 40.997
- Guaranta do Norte – 35.816
- Juara – 34.974
- Barra do Bugres – 34.966
- Poconé – 32.843

Mato Grosso ist administrativ in 9 Regionen mit 141 Gemeinden (municípios) unterteilt.
Bewohnt wird es u. a. von den Rio-Pardo-Indianern.

## Geschichte
Die eigenständige Regierungsgeschichte von Mato Grosso geht bis 1748 zurück, als das Gebiet als Kapitanat Mato Grosso ebenso wie das Kapitanat Goiás aus dem Kapitanat São Paulo ausgegliedert wurde.  Bei Errichtung des Kaiserreich Brasiliens wurde es von 1821 bis 1889 die Provinz Mato Grosso, bei Ausrufung der Republik Brasilien der Estado de Mato Grosso.
Vom Territorium des Bundesstaats wurde zum 1. Januar 1979 der südliche Teil abgetrennt und bildet seither Mato Grosso do Sul.

## Indigene Schutzgebiete
Der Staat hat auch mehrere indigene Schutzgebiete wie den Parque Indígena do Xingu (PIX) der Xingu-Indianer am oberen Rio Xingu.

## Politik
Gouverneur ist seit 1. Januar 2019 Mauro Mendes von der Democratas (DEM), der den Vorgänger Pedro Taques ablöste. Bei den Gouverneurswahlen in Brasilien 2018 erlangte er 840.094 oder 58,69 % der gültigen Stimmen. Sein Vizegouverneur wurde Otaviano Pivetta von den Republicanos (Rep). Bei der Gouverneurswahl in Mato Grosso 2022 erreichte Mendes, diesmal für die União Brasil (UNIÃO), mit 1.114.549 oder 68,45 % Stimmen die Wiederwahl von 2023 bis 2027.
Die Legislative liegt bei der Legislativversammlung von Mato Grosso aus 25 gewählten Abgeordneten.

## Wirtschaft
Den relativ größten Anteil an der Wirtschaftsleistung hatte 2004 die Landwirtschaft mit 40,8 %, gefolgt vom Dienstleistungssektor mit 40,2 %. Der industrielle Sektor trug 19 % bei. Mato Grosso exportierte 2012 Waren im Wert von rund 16 Milliarden US-Dollar, in erster Linie Sojabohnen (40,6 %) und Sojabohnenmehl (16,4 %), außerdem Getreide (17,7 %) und Baumwolle.